# Ramón Carmona Urrutia
Ramón Carmona Urrutia (Pamplona, 19/01/1871-Pamplona, 8/11/1929) fue un escultor marmolista, autor, entre otras obras, del mausoleo del violinista Pablo Sarasate Navascués en el cementerio de Pamplona y de trabajos en la ciudad, de iniciativa pública y privada.

## Biografía
Nació en Pamplona, en la calle San Nicolás números 40 y 42. Sus padres fueron Ramón Carmona, natural de Guadalajara, fallecido en Pamplona 1872, al año siguiente del nacimiento de Ramón, y Felicia Urrutia Errea (1836-1906), nacida en Eugui, perteneciente al valle de Esteríbar. Tuvo dos hermanas, mayores que él: Dolores y María. 
Aprendió el oficio de marmolista en el taller de Lino Celedonio Irigaray Osinaga (1869-1943), ubicado en el número 4 del paseo de Sarasate de Pamplona.
El 25 de noviembre de 1903 se casó, en la iglesia de San Nicolás de Pamplona, con Eulalia Goñi Juanotena (1877-1950).
Tuvieron ocho hijos, de los cuales cinco llegaron a la edad adulta: María Camino (1904-1993), Félix (1907-1978), Mercedes (1910-1999), José Ramón (1911-1937) y Policarpo Javier (1914-1996). 

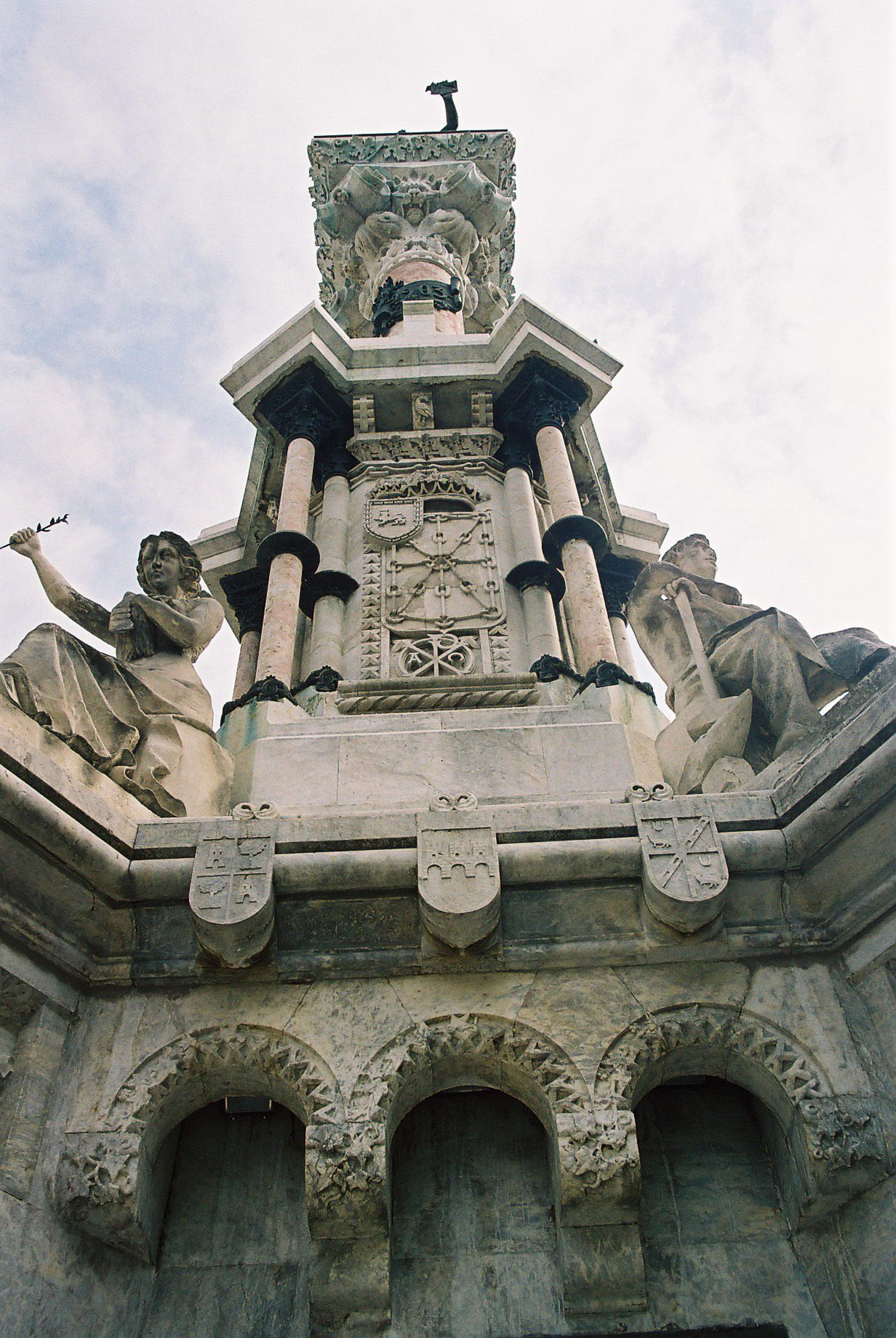
La Historia y el Trabajo en el monumento a los Fueros de Navarra

### Taller propio (1904-hacia 1929)
En 1904, al año siguiente de concluir su trabajo  en el monumento a los Fueros de Navarra, Lino Celedonio Irigaray traspasó el taller con todos sus elementos, por importe de 3.000 pesetas, a Ramón Carmona, quien se hizo cargo del negocio durante más de dos décadas, dándole su nombre.
Ramón Carmona fue aficionado a la música y formó parte del “Orfeón Pamplonés”.Por este motivo figura en la orla de fundadores elaborada en 1898.
Falleció a los 59 años y su cuerpo fue enterrado en el cementerio de Pamplona.

## Monumento a los Fueros de Navarra (1903)
Participó en los trabajos escultóricos de mármol del monumento a los Fueros de Navarra, erigido en 1903 ante el palacio de la Diputación Foral de Navarra, en el que esculpió cinco alegorías, figuras de cuerpo entero, que representan la Paz, la Justicia, la Historia, el Trabajo y el Autogobierno, para las que posaron como modelos jóvenes de la ciudad. También ejecutó otros elementos, como símbolos heráldicos, representaciones mitológicas y detalles arquitectónicos.

## Mausoleo de Pablo Sarasate (1908-1809)
En 1908, tras el fallecimiento del violinista pamplonés Pablo Sarasate el 20 de septiembre, sus hermanas, Micaela y Francisca, siguiendo la indicación del consistorio pamplonés, encomendaron al taller de Ramón Carmona la construcción del mausoleo donde reposan los restos del artista. Este se encuentra en el espacio central del cementerio de Pamplona, que había sido cedido por el Ayuntamiento.

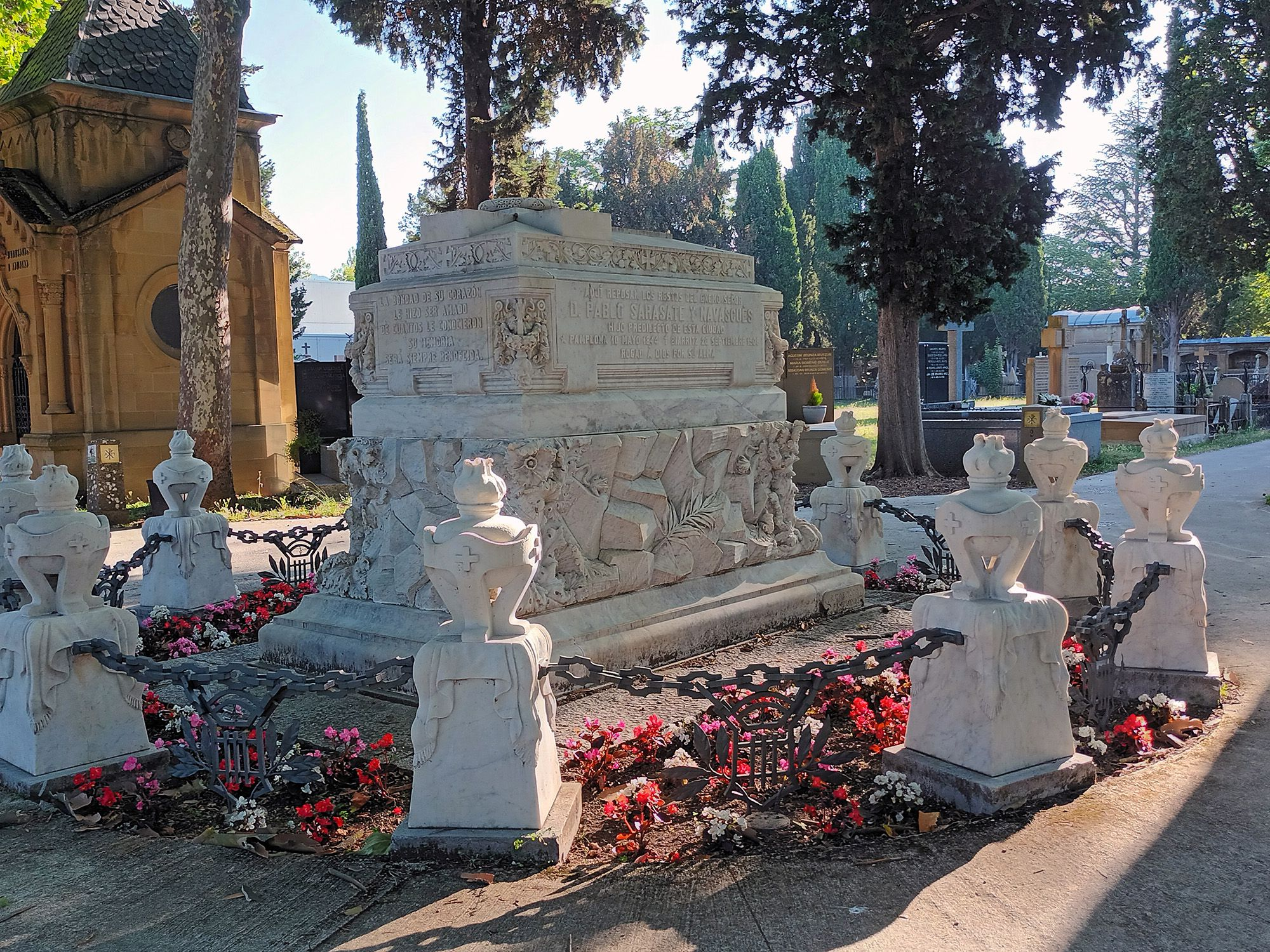
Mausoleo de Pablo Sarasate en Pamplona

Carmona construyó un conjunto de mármol blanco de base rectangular, con dos metros de altura, conformado por dos partes diferenciadas y rodeado por un conjunto de columnas bajas representando antorchas esféricas, unidas por cadenas de forja. La parte alta del cuerpo central muestra el sarcófago; mientras que la base sobre la que se asienta está formada por piedras irregulares sobre las que figuran ramos de rosas, hojas y flores de acanto, palmas y laurel.
Los cuatro lados del sarcófago contienen los elementos que lo identifican: la dedicatoria de sus hermanas y el epitafio “La bondad de su corazón le hizo ser amado de cuantos le conocieron. Su memoria será siempre bendecida”. También figuran los datos biográficos esenciales de Sarasatejunto a su nombre y una imagen representativa de su gloria artística, compuesta por un violín con su arco, hojas de laurel y siete hojas con partituras musicales.
Los restos mortales de Pablo Sarasate fueron depositados en este mausoleo el 24 de agosto de 1909.
La firma del escultor (“R.Carmona”) aparece en dos pequeñas placas igualmente de mármol blanco

## Otros trabajos

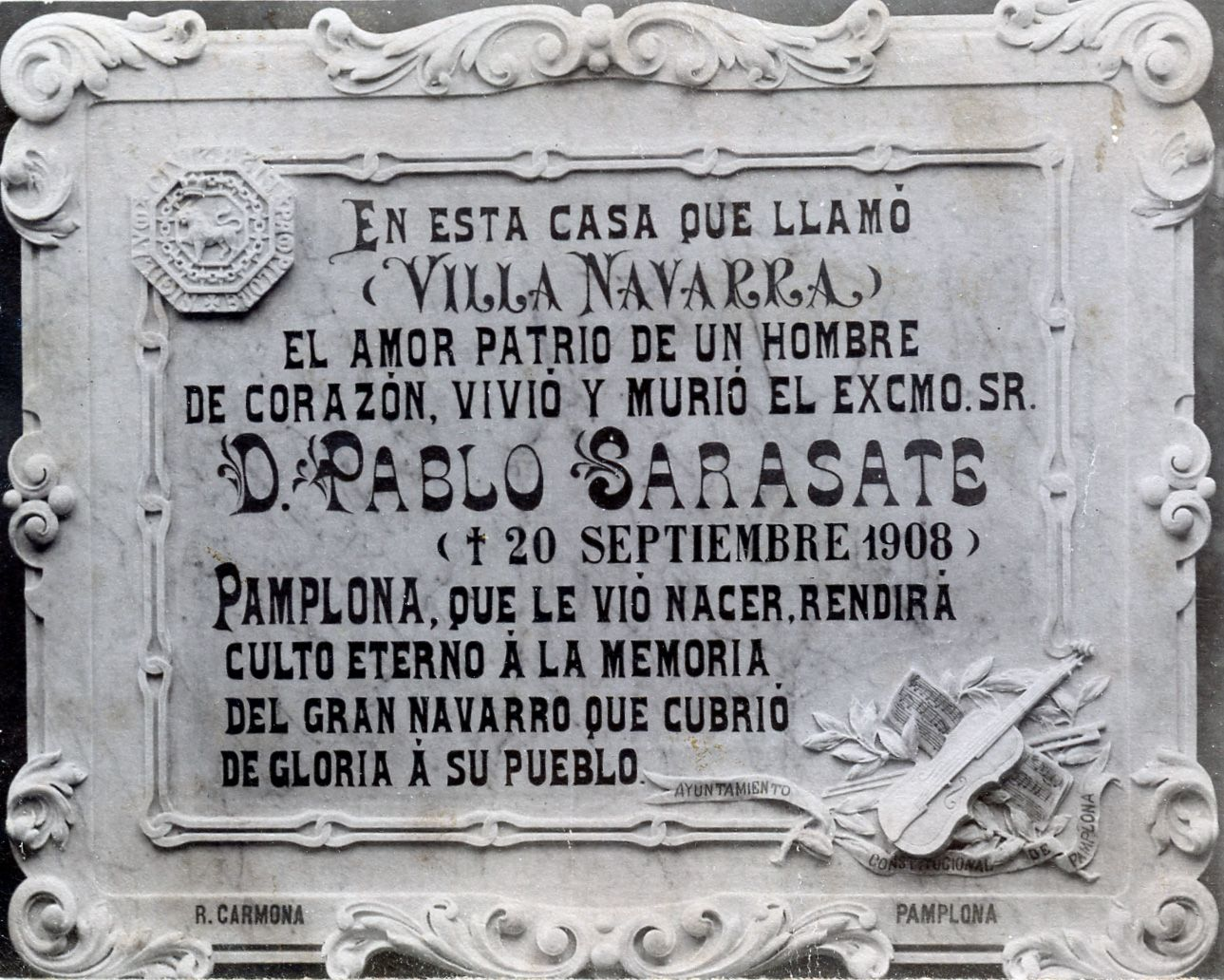
Lápida en la residencia de Sarasate en Biarritz

En su taller de marmolista realizó encargos de instituciones civiles y religiosas, así como obras para cementerios, casas particulares y placas conmemorativas. Entre estas últimas cabe destacar la que el Ayuntamiento de Pamplona le encargó para colocar en el chalet “Villa Navarra” de Biarritz, en el que Sarasate había muerto el 20 de septiembre de 1908.
En ese mismo año, realizó los elementos de mármol -sagrario, mesa de altar, zócalos, fondos y orla del nicho del santo titular- del altar mayor de la parroquia de San Lorenzo de Pamplona, reformado a iniciativa del párroco Marcelo Celayeta y bajo la dirección del arquitecto Ángel Goicoechea
Según un anuncio publicitario publicado en 1908 en la revista gráfica Sarasate, los trabajos del taller de mármoles de Ramón Carmona comprendían:
"Tabernáculos, panteones, altares y monumentos, escaleras, pavimentos, pilas de baño, fregaderas, portadas, lápidas, imágenes y Santos Cristos de mármol masa a precios muy económicos”.

## Galería de imágenes

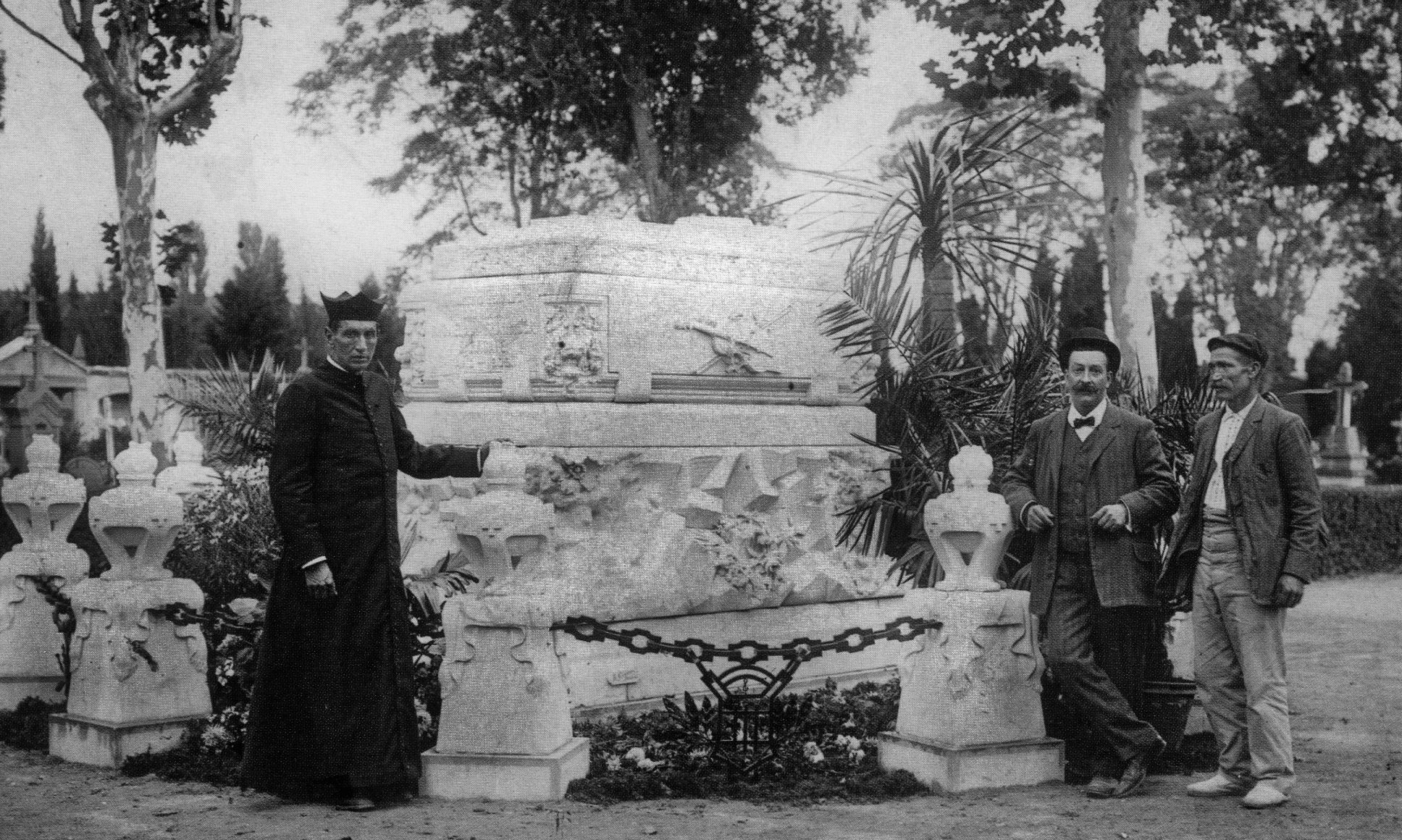
Carmona ante el mausoleo de Sarasate el año de su inauguración (1909)
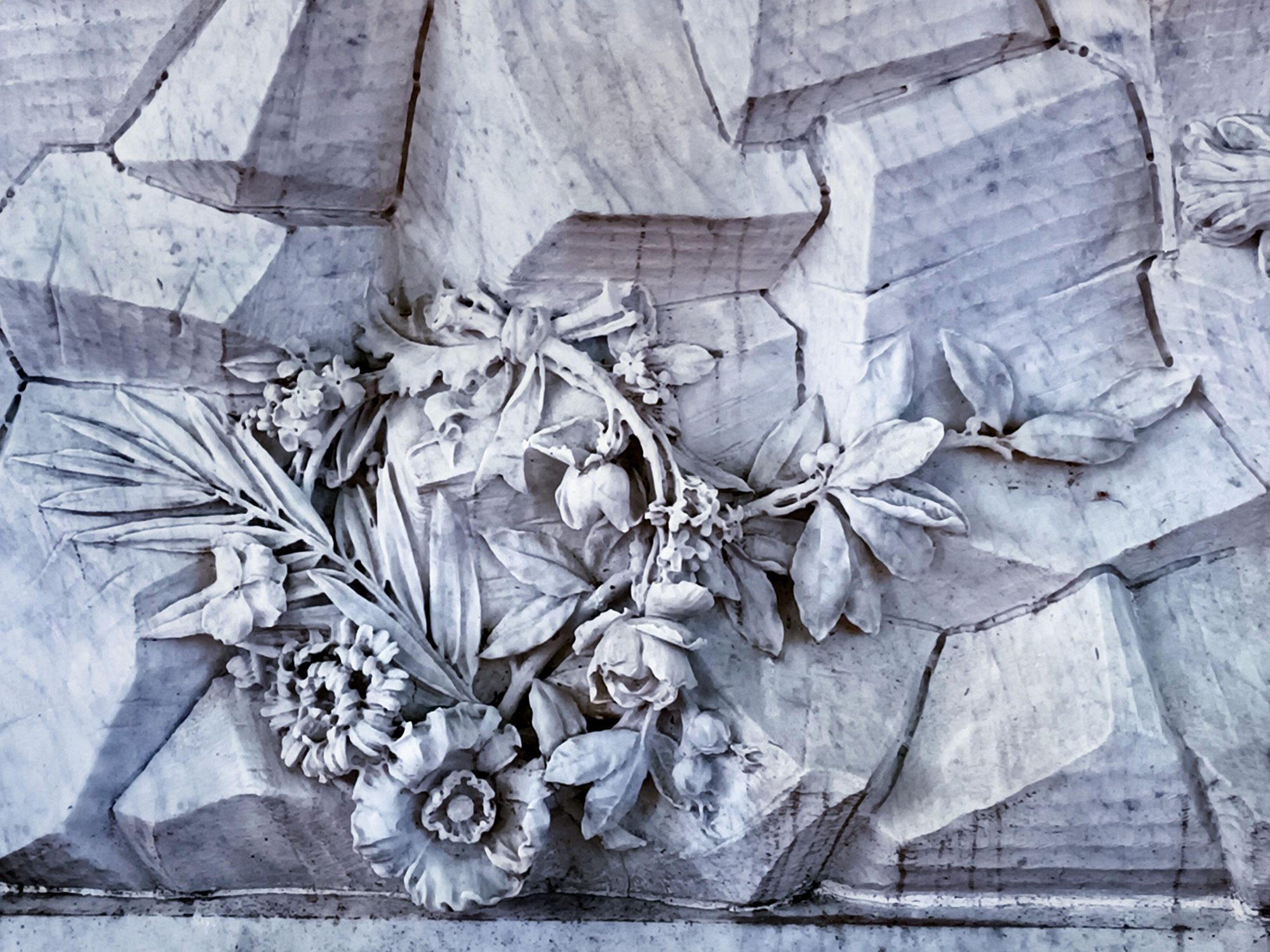
Detalle ornamental del mausoleo
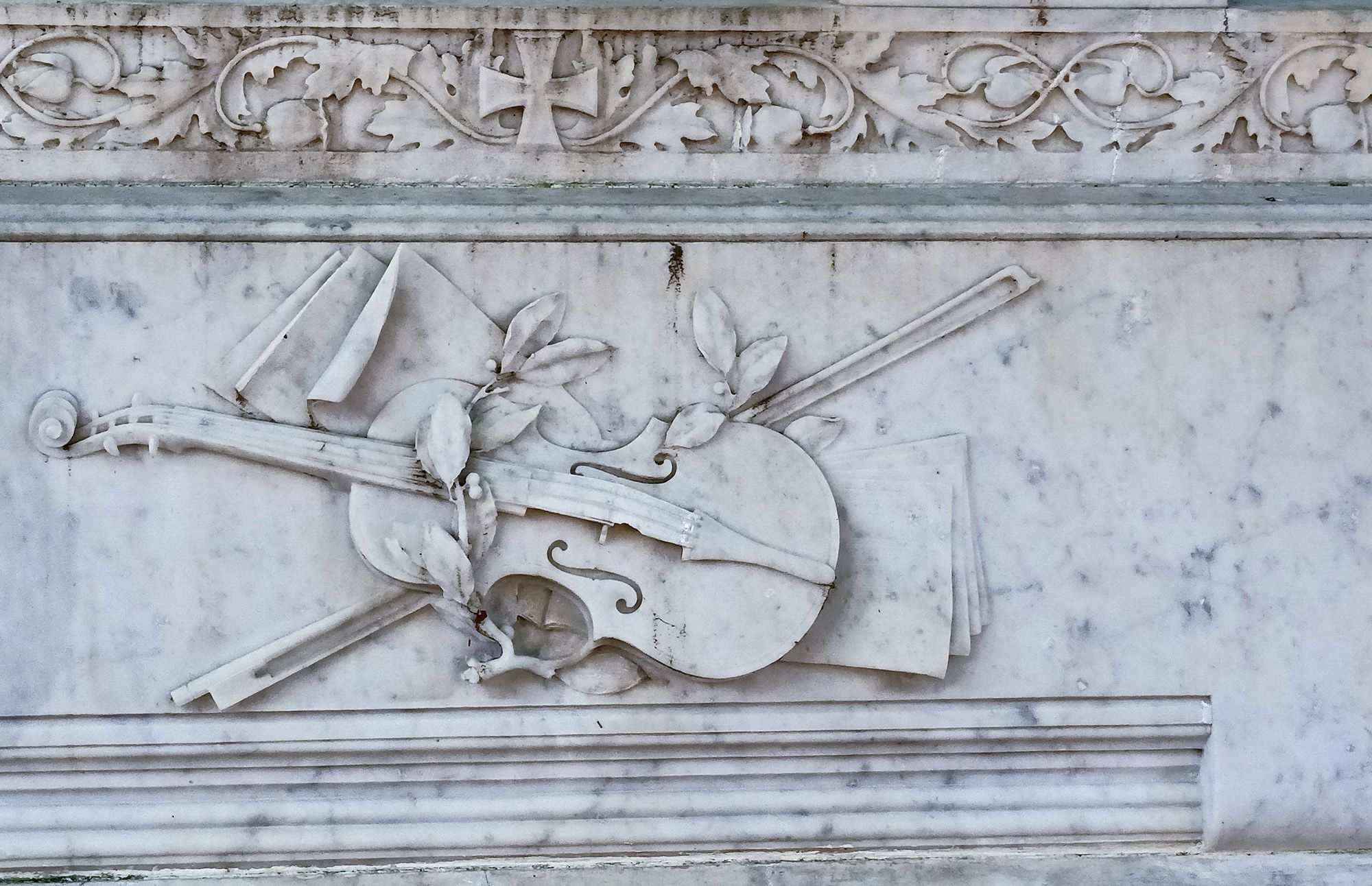
Motivo musical del mausoleo
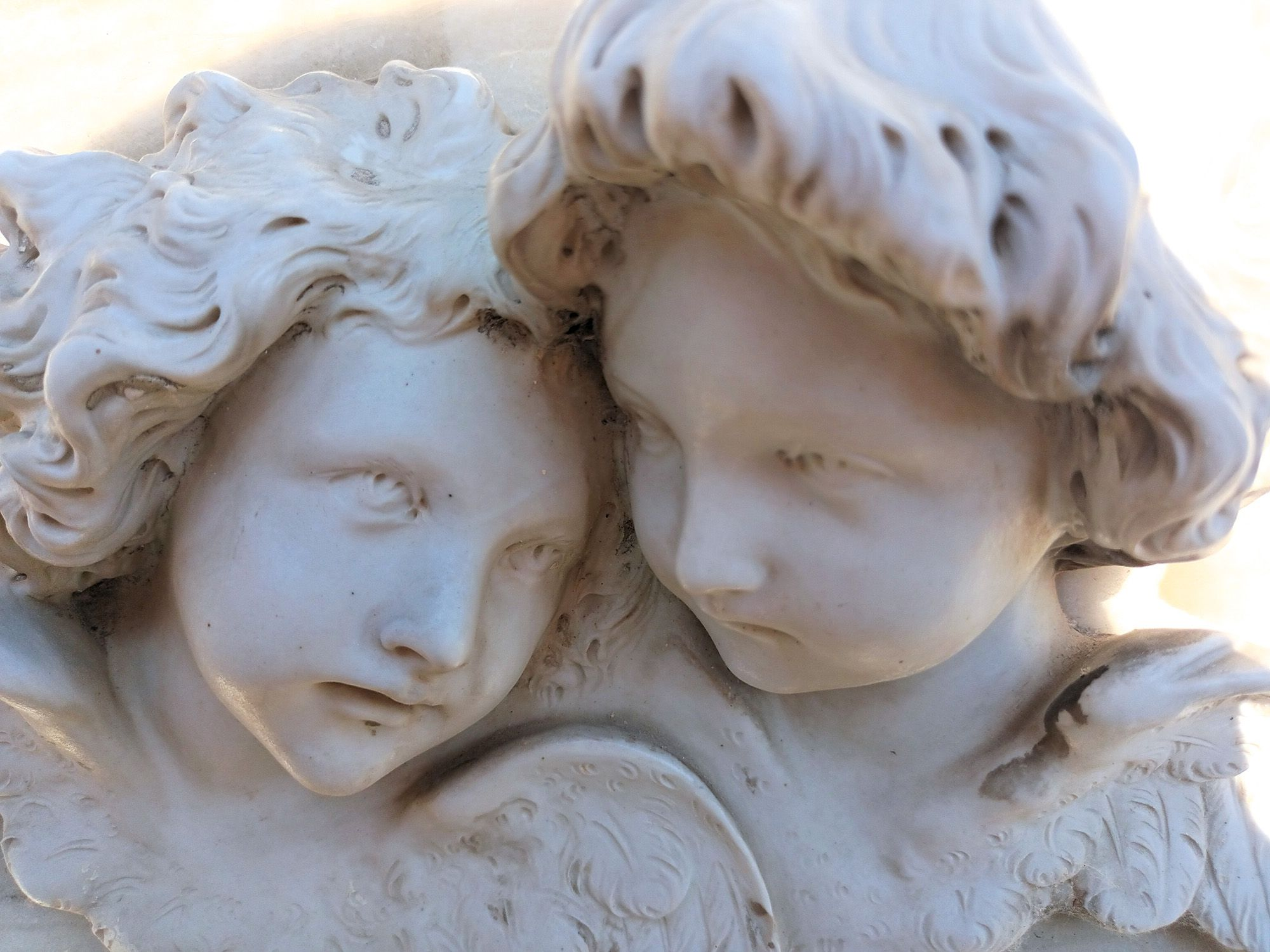
Cabezas infantiles
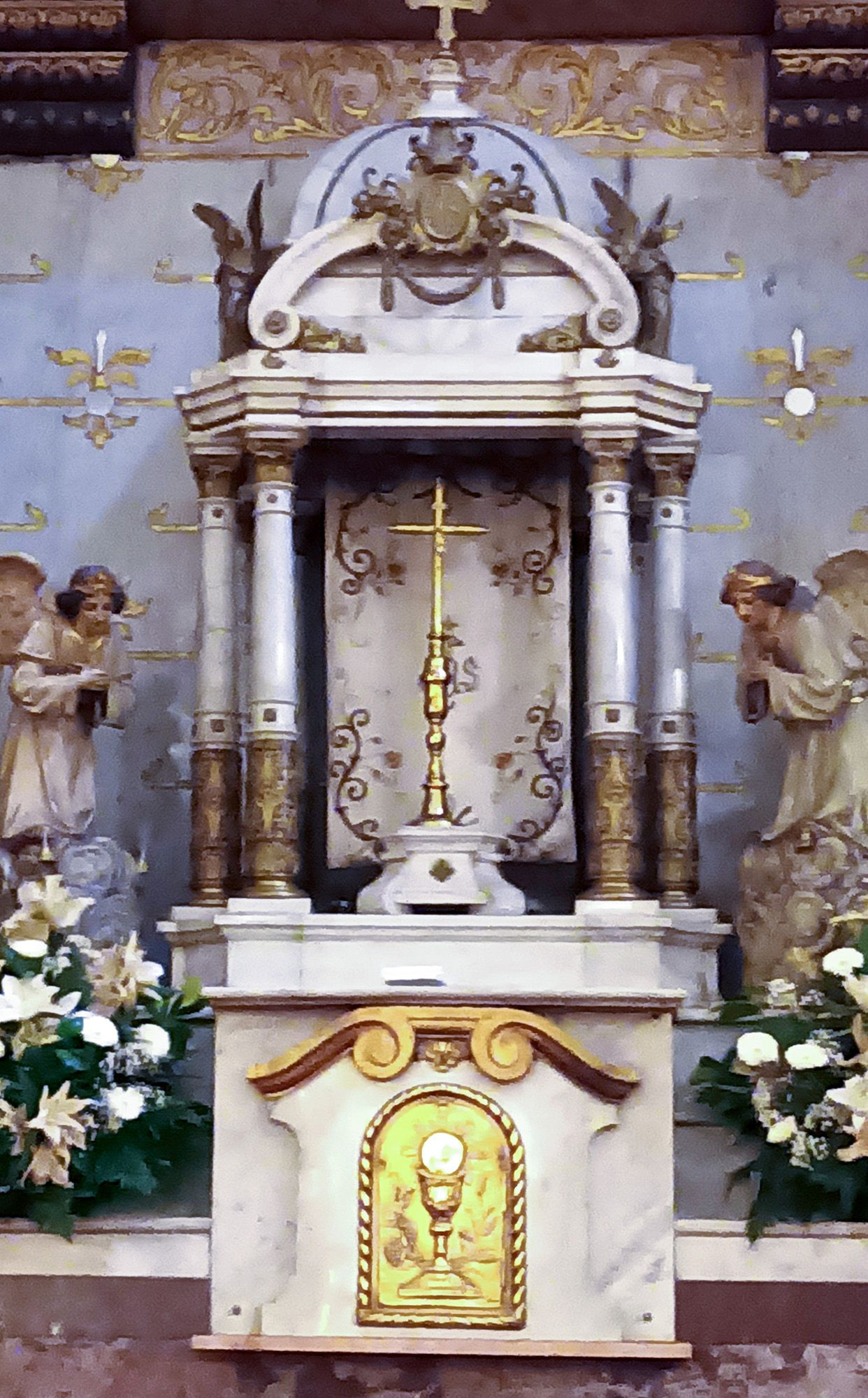
Sagrario de la iglesia de San Lorenzo de Pamplona
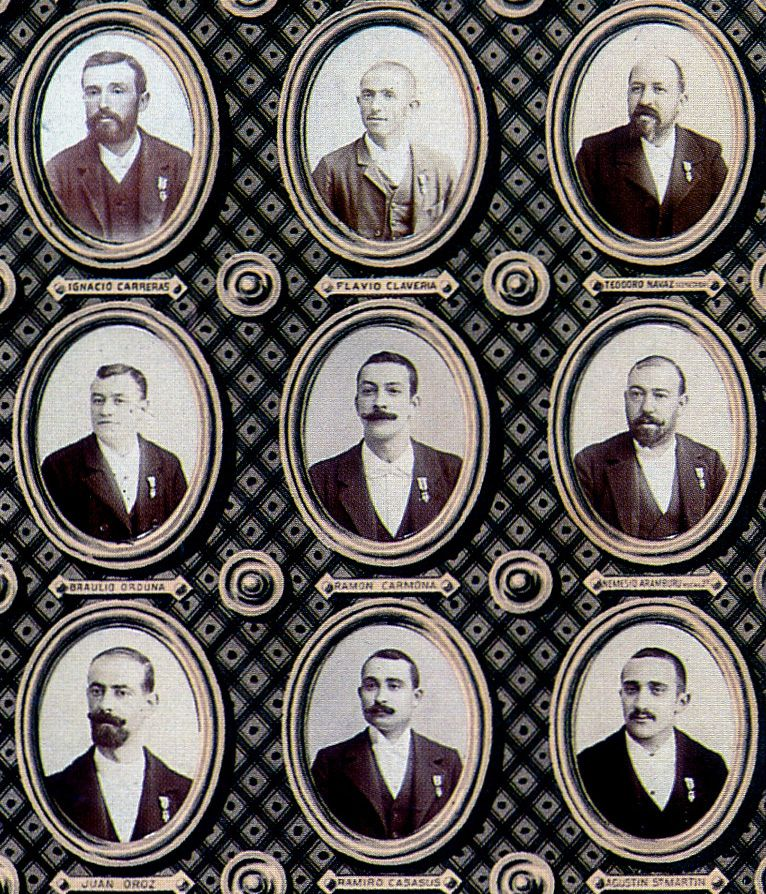
Carmona en la orla de fundadores del Orfeón Pamplonés (1898)